# رافاييل كاليخا غوميز
رافاييل كاليخا غوميز (بالإسبانية: Rafael Calleja Gómez)‏ هو ملحن إسباني، ولد في 21 أكتوبر 1870 في برغش في إسبانيا، وتوفي في 12 فبراير 1938 في مدريد في إسبانيا.

## وصلات خارجية
- رافاييل كاليخا غوميز على موقع ميوزك برينز (الإنجليزية)
- رافاييل كاليخا غوميز على موقع ديسكوغز (الإنجليزية)